# Oregon
Oregon is een van de staten van de Verenigde Staten gelegen in het Pacifische Noordwesten van het land. De standaardafkorting voor de Beaver State, zoals de bijnaam luidt, is OR. De hoofdstad is Salem.
De staat bevindt zich aan de Grote Oceaan en grenst in het noorden aan Washington, in het zuiden aan Californië, in het zuidoosten aan Nevada en in het oosten aan Idaho. De rivieren Columbia en Snake vormen een groot deel van de natuurlijke grens in het noorden en oosten van de staat.
Het gebied werd bewoond door een groot aantal inheemse stammen voordat handelaars, ontdekkingsreizigers en kolonisten ernaartoe kwamen. Deze laatsten richtten in 1843 een autonome regering op in Oregon Country. In 1848 ontstond het Oregonterritorium en op 14 februari 1859 voegde Oregon zich als 33e staat bij de Verenigde Staten. De hoofdstad Salem is de op twee na meest bevolkte stad van de staat; de stad Portland daarentegen heeft het grootste inwoneraantal met een geschatte bevolking van 582.130 en 2.241.841 inclusief het omringende stadsgebied.
De vallei van de rivier Willamette in het westen van Oregon is de regio met de hoogste bevolkingsdichtheid en landbouwproductiviteit van de staat. Hier liggen acht van de tien grootste steden. In 2010 telde Oregon om en nabij de 3,8 miljoen inwoners, wat een toename betekende van 12% sinds 2000.

## Geschiedenis
Er wonen al zeker 15 000 jaar mensen in Oregon. 
In de zestiende eeuw werd het gebied van de huidige staat Oregon bewoond door verschillende indianenstammen, waaronder de Chinook, Bannock, Kalapuya, Klamath, Klickitat, Nez Percé en Takelma.

### Europese verkenning
De eerste Europeaan die het gebied bezocht was Juan Rodríguez Cabrillo, een Portugees ontdekkingsreiziger in Spaanse dienst. Vanaf 1774 werd de kust regelmatig verkend door Spanjaarden. 
In mei 1792 voer het Amerikaanse schip Columbia Rediviva voor de eerste maal de Columbia op. De rivier werd genoemd naar het schip, dat op zich genoemd was naar de bijnaam voor Amerika. In oktober 1792 voer luitenant William Broughton de rivier op in opdracht van George Vancouver en werd de eerste 150 kilometer van de rivier in kaart gebracht. Vanaf het einde van de achttiende eeuw bezochten ook enkele Frans-Canadezen vanuit Nieuw-Frankrijk het oosten van de huidige staat om er als bontjager actief te zijn. 
In 1805 en 1806 doorkruiste de expeditie van Lewis en Clarke voor de eerste maal het binnenland. Vanuit het oosten bereikten ze de Grote Oceaan en overwinterden nabij Fort Astoria, bij de monding van de Columbia. Deze expeditie droeg sterk bij tot het ontwaken van een Manifest Destiny voor de Verenigde Staten, een roeping om het continent tot aan de Grote Oceaan te gaan bevolken.

### Start van de exploitatie van het gebied (1811)
In 1811 bereikten twee expedities Oregon Country, zoals het gebied toen genoemd werd door de Europeanen en de Amerikanen. Een Britse expeditie in opdracht van de North West Company onder leiding van David Thompson kon als eerste de gehele Columbia afvaren. Thompson maakte de eerste kaart met de volledige loop van de rivier. Een andere privé-expeditie, in opdracht van de Amerikaan John Jacob Astor, vestigde het Fort Astoria bij de monding van de Columbia. Deze nederzetting, de eerste permanente Europese in Oregon Country, moest als handelspost dienen voor zijn Pacific Fur Company.
Een jaar later, tijdens de Brits-Amerikaanse oorlog van 1812, versterkte Groot-Brittannië zijn invloed op het gebied en verwierf het controle over alle handelsposten van de Pacific Fur Company. In het Oregonverdrag (1818) kwamen de Britten en de Amerikanen tot een akkoord dat beide naties toeliet activiteiten te ontplooien in het gebied en dat een gezamenlijk beheer van het gebied beoogde. Voor Groot-Brittannië werd het gebied beheerd door de North West Company, die in het gebied het bontdistrict Columbia District oprichtte met een hoofdkwartier in Fort Astoria en later in Fort Vancouver, beiden gelegen aan de Columbia. Deze laatste vormde de belangrijkste toegang tot het gebied. 
In 1821 ging de North West Company op in de Hudson's Bay Company (HBC). In de jaren 1820 en 1830 kregen de Britten de overhand en domineerde de Hudson's Bay Company het gebied vanuit het hoofdkwartier in Fort Vancouver (aan de Columbia, tegenover het huidige Portland). Oregon City, de latere hoofdplaats, werd gesticht in 1829 door de HBC. Het zou tijdens de jaren 1840 en 1850 de plaats worden waar nieuw aangekomen kolonisten hun "land claim" konden indienen.
Vanaf 1842-43 kwamen er echter meer en meer Amerikanen aan in Oregon Country via de Oregon Trail. Dit deed de spanning stijgen en in de jaren 1840 hing oorlog in de lucht. Na enkele vergaderingen (Champoeg Meeting) werd er in 1843 een provisoire overheid opgericht in het gebied. Dit was de eerste vorm van formeel overheidsgezag in het gebied. In 1844 werd Salem gesticht, de huidige hoofdstad van Oregon. Net als Oregon City ligt Salem in de vruchtbare vallei van de Willamette, maar Salem lag zuidelijker en meer centraal in de vallei.

### Annexatie door de Verenigde Staten (1846)
In 1846 werd er echter een akkoord gesloten om het gebied te verdelen tussen Groot-Brittannië en de Verenigde Staten. De Verenigde Staten kregen  voor elkaar dat de grens bij de 49e breedtegraad gelegd werd, waardoor een groot deel van het Columbia-bekken en vooral de strategische bovenloop in Amerikaanse handen kwam. De Britten trokken zich terug naar Vancouver Island en door het verlies van de gemakkelijke toegang via de Columbia zou hun interesse in het gebied voor enige tijd dalen.
Vanaf 13 augustus 1848 werd het zogeheten Oregonterritorium volledig functioneel. Oregon City werd de officiële hoofdstad. Vanaf 1850 steeg de bevolking sterk door immigratie via de Oregon Trail, het uitdelen van gratis land via de Donation Land Claim Act van 1850 en door het verjagen van de Indianen naar reservaten. In 1851 werd de hoofdstad verplaatst van Oregon City naar Salem en in hetzelfde jaar werd Portland gesticht. Deze stad ging al snel wedijveren met Oregon City om de belangrijkste stad van Oregon te worden. Vanaf het einde van de jaren 1850 is Portland de grootste stad van Oregon.
Er werden al snel aanstalten gemaakt om het territorium te laten erkennen als staat van de Verenigde Staten, maar dit werd enkele keren uitgesteld door discussie omtrent de status van Oregon tegenover slavernij. In 1853 werd het minder bevolkte noordelijke deel als Washingtonterritorium al afgesplitst van Oregon. Uiteindelijk werd Oregon als 33e staat op 14 februari 1859 toegelaten tot de VS. Het oostelijke deel (tegenwoordig Zuid-Idaho en West-Wyoming) werd toegevoegd aan het Washingtonterritorium. 
De tocht vanuit het oosten van de Verenigde Staten naar de staat Oregon zou nog tot juli 1890 (toetreding van Wyoming en Idaho tot de unie) door territoria lopen met een zeer beperkte Europese aanwezigheid. Als verre westelijke uithoek van de Verenigde Staten leefde het idee van de Manifest Destiny sterk in de tweede helft van de negentiende eeuw.

### Twintigste eeuw
Portland zag zijn bevolking sterk toenemen tussen 1900 en 1930. Nadat in 1937 de Bonnevilledam op de Columbia in gebruik werd genomen schoot de industrialisering van Oregon uit de startblokken. Ook Wereldoorlog II zorgde voor een boost voor de industrie.

## Geografie

Köppen klimaatzones van Oregon

De staat Oregon beslaat 255.026 km², waarvan 248.849 km² land is. De staat behoort tot de Pacific-tijdzone, afgezien van een klein gedeelte in het oosten dat in de Mountain-tijdzone ligt.
Oregon ligt aan de Grote Oceaan en grenst in het noorden aan de staat Washington, in het oosten aan Idaho en in het zuiden aan Californië en Nevada.

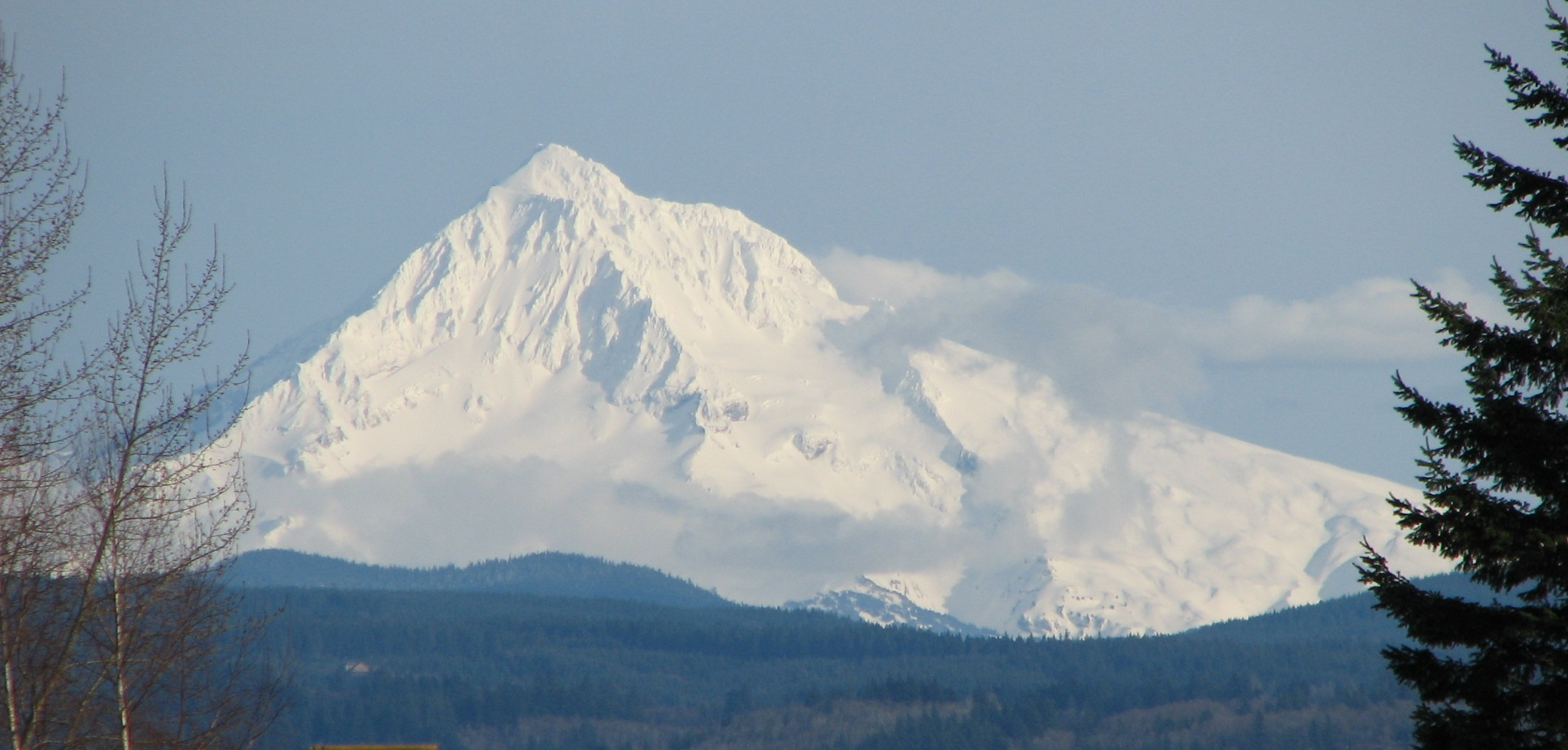
Mount Hood

Van noord naar zuid lopen de Pacific Coast Range en de Cascade Range, een bergketen waarvan het hoogste punt de top van de stratovulkaan Mount Hood is (3426 m). Ten westen hiervan valt veel regen. Het zuidoosten van de staat is droger en vlakker.
Het grootste deel van westelijk Oregon heeft een gematigd mediterraan klimaat (Csb). De maanden juli en augustus zijn er droog, warm en zonnig. In het oosten komt naast dit klimaattype ook het mediterraan landklimaat (Dsb) en het drogere koude steppeklimaat (BSk) voor.
Een van de belangrijkste bezienswaardigheden is Crater Lake, het diepste meer van de Verenigde Staten. Het ongeveer 600 meter diepe meer ontstond rond 5700 v.Chr. uit de vulkaan Mount Mazama. Oregon telt nog tal van andere meren, zoals Malheurmeer en Upper Klamathmeer. De belangrijkste rivieren zijn de Columbia, die het grootste deel van de grens met Washington definieert en de Snake, die een groot stuk van de grens met Idaho vormt.
Het gebied langs de rivier de John Day is een van de bekendste vindplaatsen van fossielen ter wereld. Geologisch interessant zijn ook de Lava Lands.

## Demografie

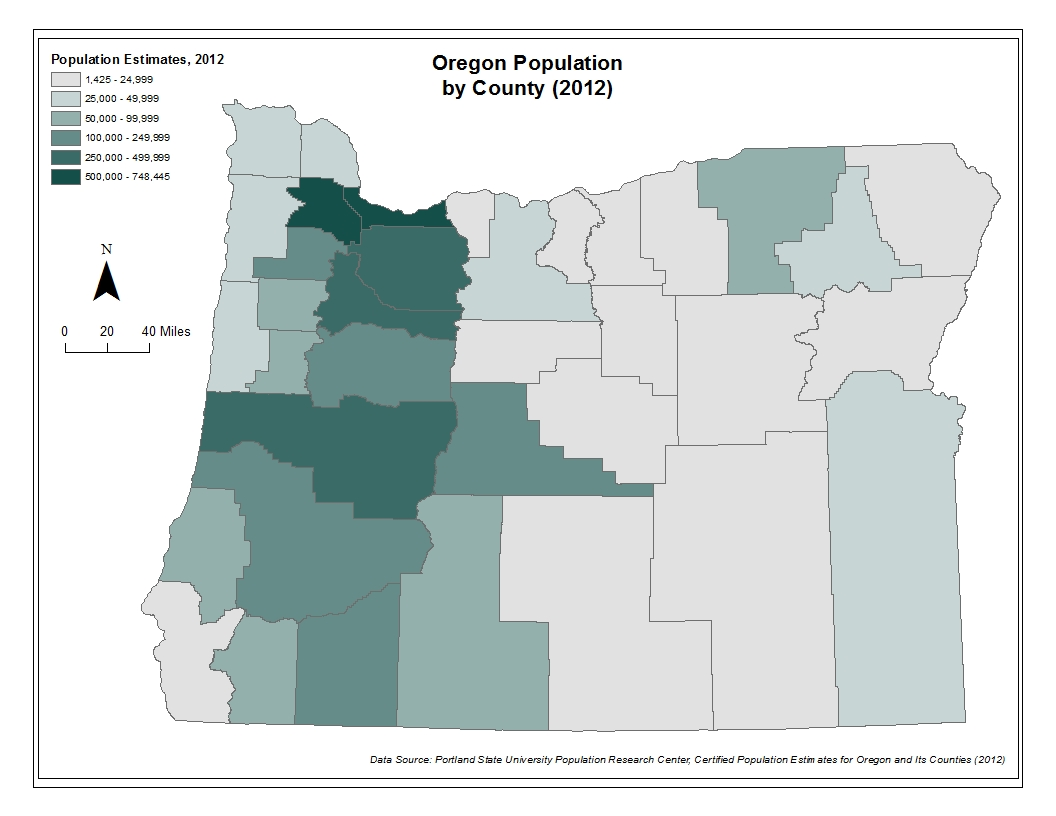
Bevolkingsdichtheid Oregon per county

Omstreeks 1850 telde de staat ongeveer 12.000 inwoners. In de eerste jaren steeg de bevolking sterk mede dankzij een regeling om nieuwe bewoners te belonen met een stuk land. Vooral langs de vruchtbare Willamette vestigden zich veel boeren. In 1860 was het inwonertal ruimschoots verdrievoudigd. De grens van een miljoen inwoners werd pas vlak voor het uitbreken van de Tweede Wereldoorlog bereikt. In 2010 telde Oregon 3.831.074 inwoners (15 per km²). De bevolking is overwegend blank, circa 80%, en Hispanics maken ruim 10% van de bevolking uit. De bevolkingsdichtheid in Oregon is het grootst in de strook tussen de kust en het Kustgebergte. Hier liggen de grootste steden, Portland, Eugene en Salem. Portland telt ongeveer 600.000 inwoners en nummer twee, Eugene, volgt op een grote afstand met circa 150.000 inwoners.

## Economie
Het bruto nationaal product van de staat bedroeg in 2012 199 miljard dollar, dit is $37,527 per hoofd van de bevolking, en het aandeel in het totaal van de Verenigde Staten was 1,3%. De economische groei in Oregon is beweeglijker dan van het hele land, in economische goede tijden scoort Oregon beter dan het gemiddelde, maar ook slechter in economisch moeilijke tijden. De grootste werkgever in de private sector van de staat is Intel. Dit bedrijf is gelegen in de Silicon Forest in het westen van Portland.
Oregon staat bekend als relatief progressief. Veel milieu-maatregelen zijn voor het eerst in deze staat doorgevoerd.

## Transport
De belangrijkste autosnelwegen zijn voornamelijk de Interstate 5 die volgens de volledige noord-zuid-as loopt van de staat, de Interstate 84 (west) volgens de oost-west-richting, de U.S. Route 97 die het midden van de staat doorkruist, de U.S. Route 101 langsheen de volledige kustlijn, en de U.S. Route 20 en U.S. Route 26 langs de oost-west-as. 
Portland International Airport is de drukste commerciële luchthaven in de staat en wordt beheerd als onderdeel uitmakend van de haven van Portland, de drukste haven van de staat. De haven verwerkt ruim 10 miljoen ton lading per jaar. De terminals liggen aan de Willamette en de Columbia. Binnenvaartschepen kunnen over deze laatste rivier tot Lewiston in Idaho varen, zo’n 600 kilometer ten oosten van Portland. 
Via de spoorwegen verzorgen Union Pacific Railroad en BNSF Railway het goederentransport en Amtrak het passagierstransport.

## Onderwijs
De staat beschikt over 199 districten met publiek onderwijs waarvan dat van de stad Portland het grootste is. Er zijn 17 zogenaamde community colleges en 7 gesubsidieerde onderwijsinstellingen van hoger onderwijs in het universiteitssysteem van Oregon. Oregon State University in Corvallis en de Universiteit van Oregon in Eugene zijn de twee belangrijkste universiteiten van de staat, terwijl Portland State University het meest aantal inschrijvingen telt.

## Bestuurlijke indeling
Oregon is onderverdeeld in 36 county's.

## Politiek

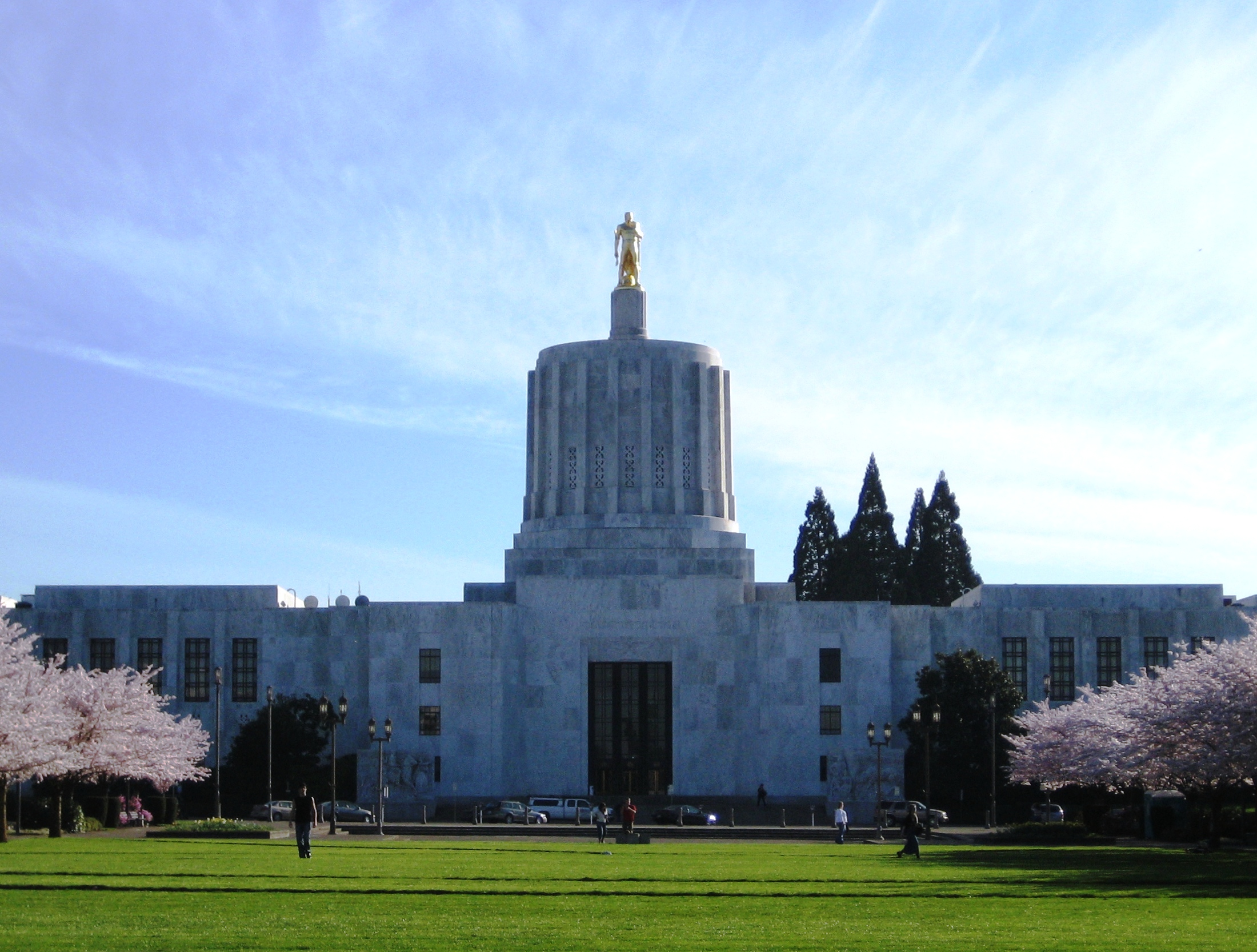
Staatscapitool van Oregon in de hoofdstad Salem

Aan het hoofd van de uitvoerende macht van Oregon staat een gouverneur, die direct gekozen wordt door de kiesgerechtigden in de staat. De gouverneursverkiezing van 2022 werd gewonnen door Tina Kotek van de Democratische Partij. Zij trad in januari 2023 aan als gouverneur van Oregon.
De wetgevende macht bestaat uit het Huis van Afgevaardigden van Oregon (Oregon House of Representatives) met 60 leden en de Senaat van Oregon (Oregon State Senate) met 30 leden. In beide kamers heeft de Democratische Partij een meerderheid.